# 415 Palatia
A 415 Palatia (ideiglenes jelöléssel 1896 CO) a Naprendszer kisbolygóövében található aszteroida. Maximilian Franz Joseph Cornelius Wolf fedezte fel 1896. február 7-én.